# Gordon E. Gates
Gordon Enoch Gates (geboren am 11. Januar 1897 in Warner, New Hampshire; gestorben am 11. Juni 1987 in Orange City, Florida) war ein US-amerikanischer Zoologe und Hochschullehrer, der die Wenigborster erforschte.

## Werdegang
Gates studierte am Colby College in Waterville, Maine Zoologie und graduierte dort 1919 zum Bachelor of Arts. Anschließend studierte er an der Harvard University, wo er 1920 zum M.Sc. graduierte. Im folgenden Jahr ging er nach Rangun in Birma, um am Judson College, einem Vorläufer der heutigen Universität von Yangon, als Lecturer Zoologie zu unterrichten. 1922 wurde er zum Leiter des Instituts für Biologie ernannt, er behielt dieses Amt bis 1942. Anfang der 1930er Jahre nutzte er einige Semester für ein Doktorandenstudium in Harvard, und promovierte 1934 zum Ph.D. Während dieser Zeit besuchte er zahlreiche Museen und Fachkollegen in der ganzen Welt.
Gates war verheiratet und hatte zwei Töchter. Die Töchter befanden sich beim Beginn des Pazifikkriegs zur Schulausbildung in den Vereinigten Staaten. Während der japanischen Invasion Ranguns konnten nur Frauen und Kinder auf Schiffen evakuiert werden, die Männer mussten einen mehrwöchigen Fußmarsch nach Indien absolvieren. Am ersten Abend des Marschs wurden die Flüchtlinge von der Kuppe eines Hügels aus Zeugen, wie eines der beiden Flüchtlingsschiffe von den Japanern versenkt wurde. Gates erfuhr erst nach Wochen in Indien, dass seine Ehefrau überlebt hatte. Nach Ende des Kriegs war eine Rückkehr nach Birma nicht möglich, seine Sammlung, seine Bibliothek und sein Labor waren zerstört.
1948 trat Gates eine Stelle als Professor und Leiter des Instituts für Biologie an seiner alten Universität an, dem Colby College in Maine. Dort blieb er bis 1951, begann aber schon 1950 eine Zusammenarbeit mit dem Landwirtschaftsministerium der Vereinigten Staaten. Von 1951 bis 1952 war er Guggenheim Fellow. Mitte der 1960er Jahre wurde Gates wissenschaftlicher Mitarbeiter der Tall Timbers Research Station bei Tallahassee in Florida, arbeitete aber meist in seinem Haus in Bangor, Maine.

## Forschung
Gates Interesse an der Zoologie der Wenigborster begann 1921 mit seiner Lehrtätigkeit in Rangung. Die Lehrbücher waren auf die westliche Welt ausgerichtet, und die beschriebene Art der Regenwürmer war der Gemeine Regenwurm. Gates’ gemeinsam mit seinen Studenten durchgeführte Untersuchung der Unterschiede zu den Arten Burmas war der Beginn einer mehr als ein sechs Jahrzehnte währenden wissenschaftlichen Laufbahn. Neben der Taxonomie der Wenigborster Burmas befasste Gates sich mit ihrer Physiologie, Regeneration, Morphologie und Biogeografie. Seine mehr als 200 wissenschaftlichen Publikationen enthalten zahlreiche Erstbeschreibungen. Unter seinen Arbeiten ragt eine 1972 erschienene Monografie über die Regenwürmer Burmas heraus. Ein weiteres Hauptwerk über die Regeneration der Regenwürmer konnte Gates nicht mehr veröffentlichen.

## Erstbeschreibungen (Auswahl)
- Bahlia Gates, 1945
- Calebiella Gates, 1945
- Celeriella Gates, 1958
- Eodrilus mexicanus Gates, 1968
- Eodrilus albus Gates, 1970
- Komarekionidae Gates, 1974
  - Komarekiona Gates, 1974
    - Komarekiona eatoni Gates, 1974
- Lennogaster Gates, 1939
- Pellogaster Gates, 1939
- Priodoscolex Gates, 1940
- Rillogaster Gates, 1939
- Travoscolides Gates, 1940
- Trigaster reddelli Gates, 1971
- Trigaster vallesensis Gates, 1971

## Veröffentlichungen (Auswahl)
- Some new earthworms from Rangoon, Burma. In: Annals and Magazine of Natural History 1925, Serie 9, Band 15, Nr. 86, S. 316–328, doi:10.1080/00222932508633212.
- A summary of the earthworm fauna of Burma with descriptions of fourteen new species. In: Proceedings of the U.S. National Museum 1929, Band 75, Nr. 10, S. 1–41, Digitalisat.
- The earthworms of Burma. I. In: Records of the Indian Museum 1930, Band 32, Teil 3, S. 257–356, Digitalisat.
- The earthworms of Burma. II. In: Records of the Indian Museum 1931, Band 33, Teil 4, S. 329–442, Digitalisat.
- The earthworms of Burma. III. The Megascolecidae. In: Records of the Indian Museum 1932, Band 34, Teil 4, S. 357–549, Digitalisat.
- The earthworms of Burma. IV. In: Records of the Indian Museum 1933, Band 35, Teil 4, S. 413–606, Digitalisat.
- The earthworms of Burma. V. In: Records of the Indian Museum 1936, Band 38, Teil 4, S. 377–468, Digitalisat.
- Indian earthworms. VII. Contribution to a revision of the genus Eudichogaster. In: Records of the Indian Museum 1939, Band 41, Teil 2, S. 151–218, Digitalisat.
- On Burmese earthworms of the Megascolecid subfamily Octochaetinae. In: Annals and Magazine of Natural History 1958, Serie 13, Band 1, Nr. 9, S. 609–624, doi:10.1080/00222935808650990.
- On a new species of earthworm from a Mexican cave. In: International Journal of Speleology 1968, Band 3, Nr. 1, S. 63–70, Digitalisat.
- Burmese Earthworms: An Introduction to the Systematics and Biology of Megadrile Oligochaetes with Special Reference to Southeast Asia. In: Transactions of the American Philosophical Society 1972, Band 62, Nr. 7, S. 1–326, doi:10.2307/1006214.
- Farewell to North American megadriles. In: Megadrilogica 1982, Band 4, Nr. 1–2, S. 12–77, ISSN 0380-9633.